# Plesiochactas
Genre
Plesiochactas est un genre de scorpions de la famille des Euscorpiidae.

## Distribution
Les espèces de ce genre se rencontrent au Mexique et au Guatemala.

## Liste des espèces
Selon The Scorpion Files (11/06/2020) :
- Plesiochactas dilutus (Karsch, 1881)
- Plesiochactas mitchelli Soleglad, 1976
- Plesiochactas vasquezi Trujillo & Armas, 2012

## Publication originale
- Pocock, 1900 : Some new or little-known Neotropical Scorpions in the British Museum. Annals and Magazine of Natural History, sér. 7, vol. 5, p. 469–478 (texte intégral).